# 新阿豐

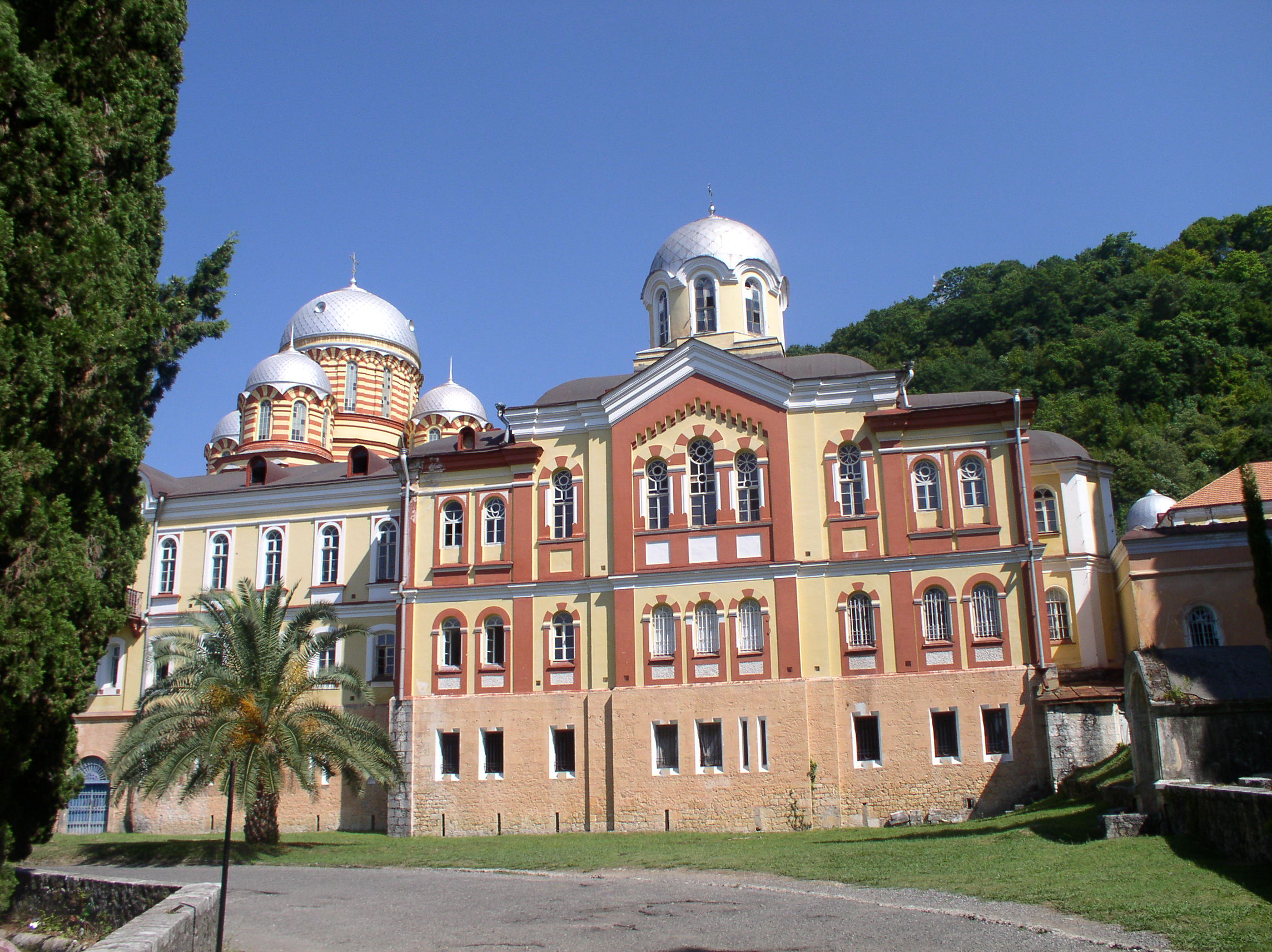
新阿丰修道院

新阿豐（意即“新阿索斯”），是阿布哈茲的城鎮，位於該國西部的黑海沿岸，距離首府蘇呼米22公里，由古達烏塔區負責管轄，2003年人口1,308，其中約四成半居民是俄羅斯人。